# 自由の女神像

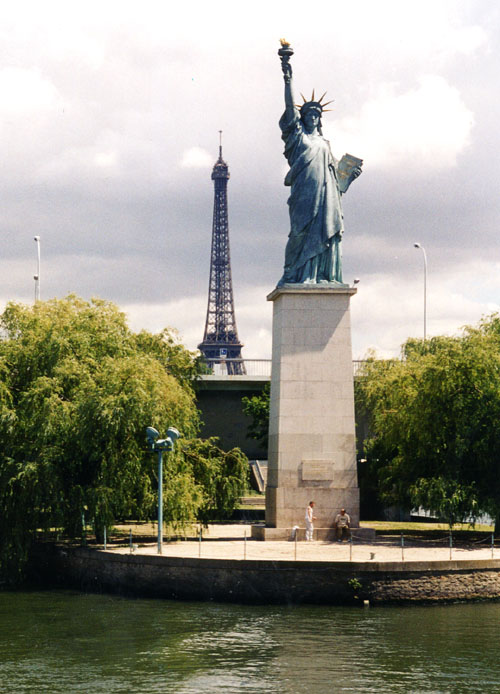
パリの自由の女神像

自由の女神像（じゆうのめがみぞう、英語: Statue of Liberty、フランス語: Statue de la Liberté）は、ローマ神話の自由の女神リベルタスをかたどった立像。

## 概要
アメリカ合衆国ニューヨーク州にあるものが最も有名であるが、パリや像の作者フレデリック・オーギュスト・バルトルディの故郷コルマールをはじめ、ポワチエやサン＝テティエンヌ、アングレーム、ボルドーなどを含めフランス各地に点在している。
アメリカでは各地の博物館にもレプリカが収蔵されているほか、各地の広場にも自由の記念碑として女神像が建てられている。日本では東京などにレプリカが存在する（後述）。世界各地のテーマパークや遊園地にもアメリカの象徴物として自由の女神像のミニチュアが設置されているほか、商店やホテルの看板として使われている自由の女神像は枚挙に暇がない。

## ニューヨークの自由の女神像
ニューヨークにある自由の女神像は、アメリカ合衆国の独立100周年を記念してフランスより贈呈され、1886年に完成した。アメリカ合衆国の自由と民主主義の象徴である。また、ニューヨーク港からアメリカ合衆国に入国しようと大西洋を船で渡ってきた移民にとって、灯台でもあった自由の女神像は、船上から目にする新天地の象徴となっていた。

## ヨーロッパのレプリカ

### フランス

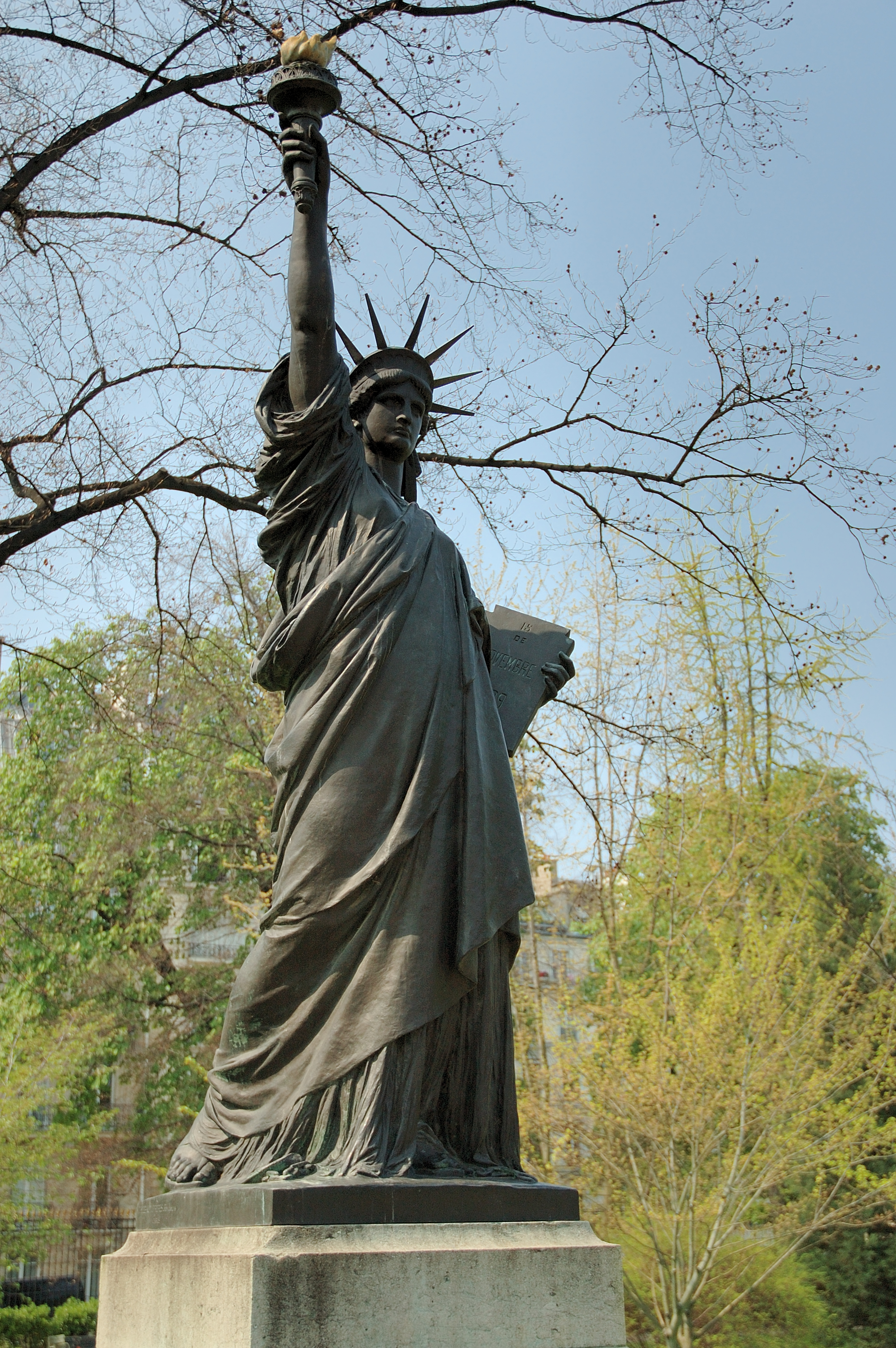
パリのリュクサンブール公園の自由の女神像

フランスのパリにある自由の女神像は、フランスがアメリカに自由の女神像を贈ったことの返礼として、パリに住むアメリカ人たちがフランス革命100周年を記念して贈ったものである。セーヌ川のグルネル橋のたもとに位置し（北緯48度51分00.2秒 東経2度16分47.0秒）、高さは11.5メートル、重さは14トンと、ニューヨークにあるものよりずっと小さい。
1889年に除幕式が行われた。同じくバルトルディの設計によるもので、除幕も彼の手によって行われた。左腕に抱える銘板には、フランス革命のきっかけとなったバスティーユ牢獄襲撃が起こった1789年7月14日の日付が刻まれている。
また、パリ市内のリュクサンブール公園にも、さらに一回り小さな自由の女神像が置かれている。ニューヨークの彫像の準備作業のために作られたもので、1900年にリュクサンブール博物館に寄贈され、1906年にリュクサンブール公園内に設置された。
映画『大頭脳』で作られた自由の女神レプリカは撮影後に取り壊される予定だったが、ジャン＝ポール・ベルモンドの父親ジャン・ベルモンドの働きかけで、ノルマンディー地域圏のバランタンのカルフール・ド・ラ・リベルテのロータリー脇に設置されている。

### スペイン
1995年4月にカダケスに設置された両手を挙げている像があり、サルバドール・ダリが生前にデザインしたものを元にしている。

## アメリカのレプリカ

### アメリカ合衆国

#### ラスベガス

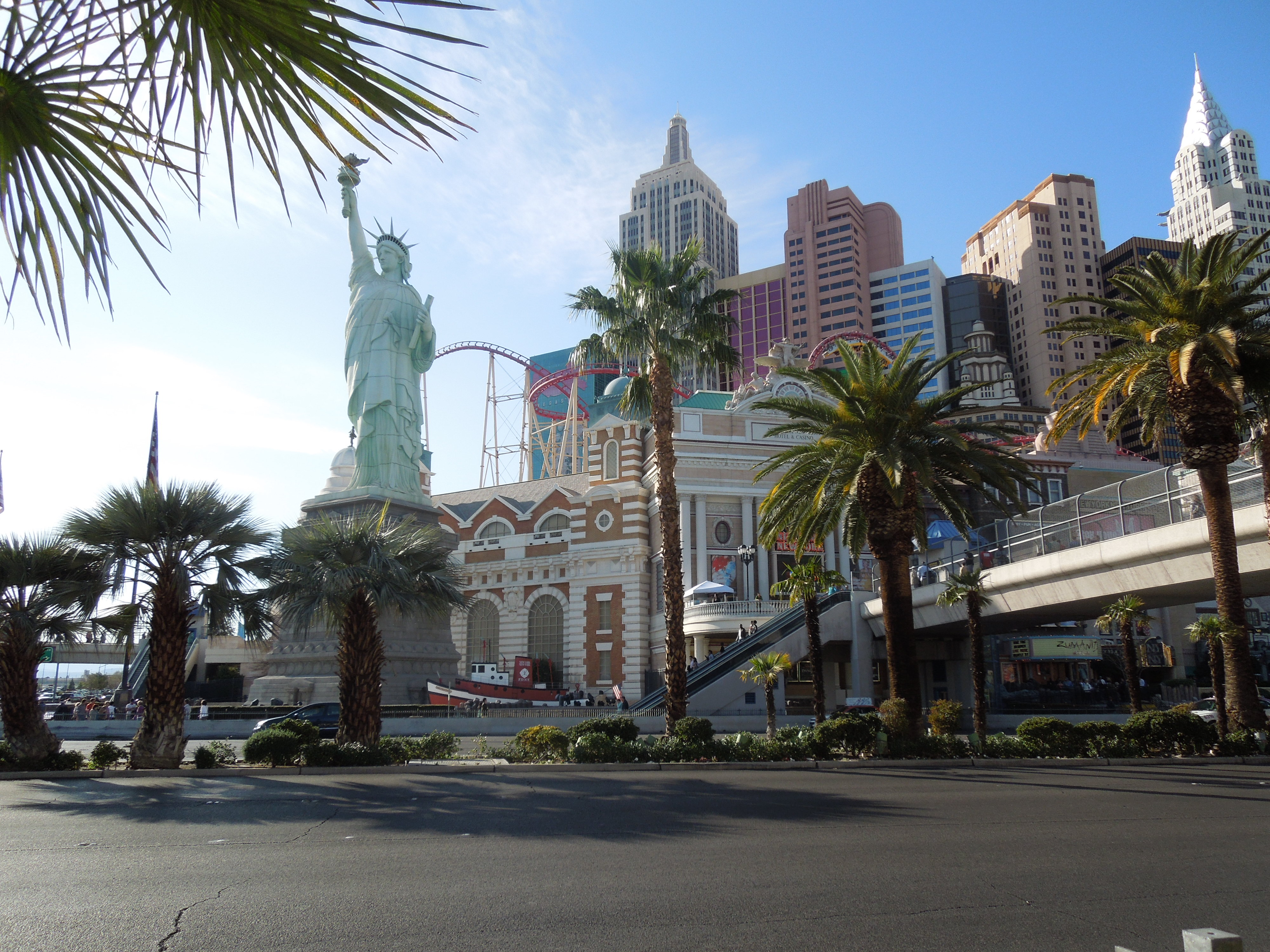
ニューヨーク・ニューヨークホテルの自由の女神像

ラスベガスのニューヨーク・ニューヨークホテルの正面には2分の1サイズのレプリカが置かれている。その他小さなものはラスベガス市内だけでも多数存在する。

## 日本のレプリカ

### 関東地方

#### 東京都港区

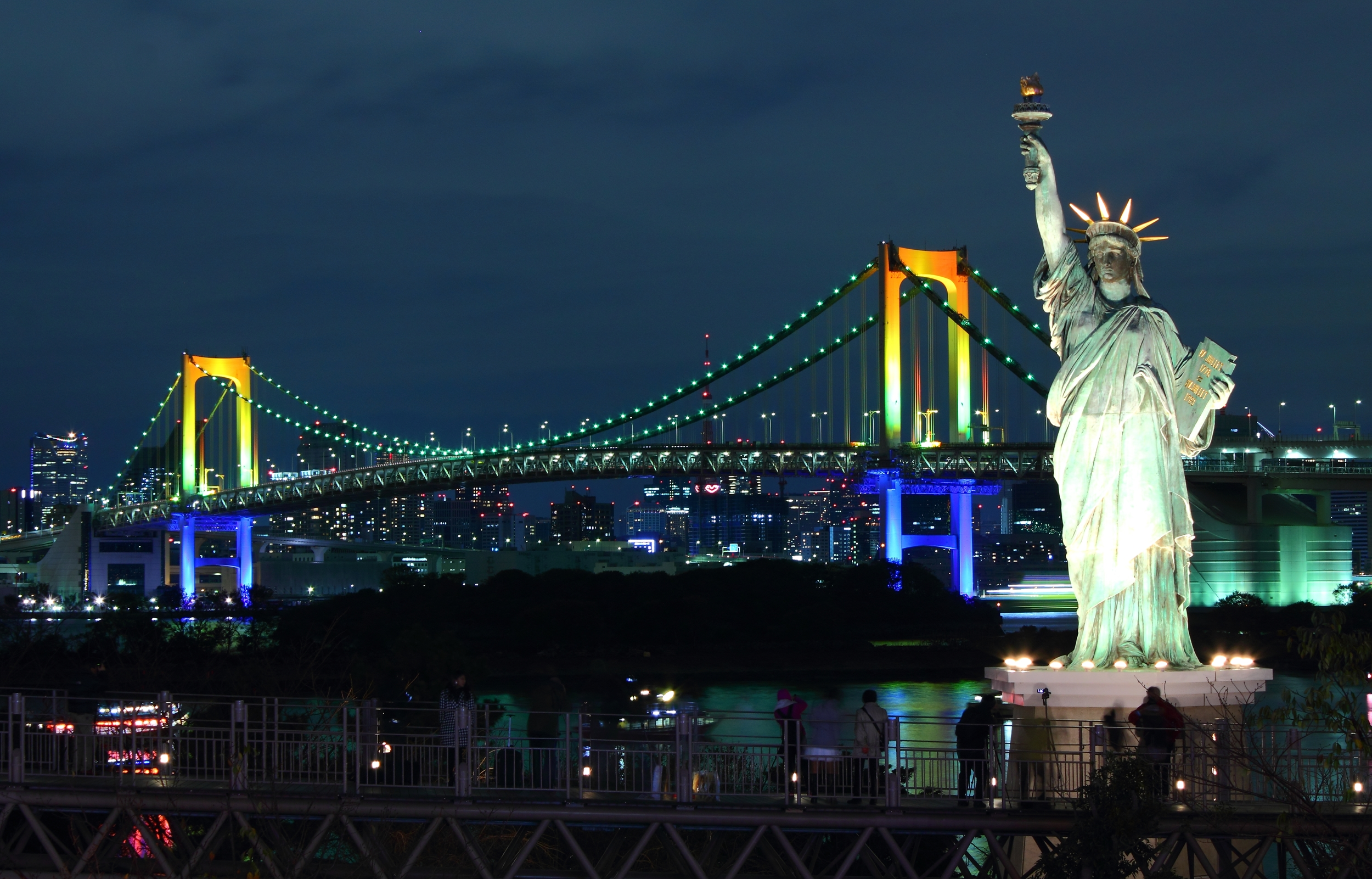
東京の自由の女神像

東京都港区台場には、パリの自由の女神像が、日本におけるフランス年事業の一環として1998年4月29日から1999年5月9日まで設置されていた。この事業に関しては、1998年4月28日に点火式が行われ、フランス大統領のジャック・シラク、内閣総理大臣の橋本龍太郎（いずれも当時）などが参加した。この事業が好評を博したため、その後、フランス政府からレプリカの製作が認められフランスのクーベルタン鋳造所にて複製されたブロンズ製のレプリカが2000年に設置された。このフランス政府公認のレプリカは「台場の女神」という別名で呼ばれることもある（座標）。

#### 東京都北区
東京都北区赤羽のサウナの屋上に設置されている。

#### その他
神奈川県横浜市鶴見区や東京都武蔵野市などにあるホテル「ホテルニューヨーク」では、ホテルの看板の上に設置されている。

### 東北地方

#### 青森県
青森県上北郡おいらせ町のいちょう公園にある。百石町時代の1990年12月28日に完成した。ニューヨークと同緯度であることから、北緯40度40分の「4」の数字にこだわり、本家の4分の1の大きさで建立。

#### 福島県
福島県郡山市富久山町久保田字上野の道路沿いのアパート入口付近に設置。2017年3月には福島放送の番組『ふくしまスーパーJチャンネル』で取り上げられ、交通安全のために建てられたものが現在の持ち主に寄贈された経緯が語られている。

### 中部地方

#### 岐阜県
岐阜県美濃市片知の県道沿いに設置されており、閉店したパチンコ店に設置されたものを移設している。

#### 静岡県
静岡県牧之原市の静波海岸に設置されている。

#### 石川県
石川県金沢市のラブホテル「ホテルサンタモニカ」の屋上に設置されており、ホテルは北陸自動車道の金沢西IC - 金沢東IC間に立地している。

### 中国地方

#### 島根県
島根県松江市東出雲町のフジキコーポレーション本社に設置されている。高さは約6メートルあり、1989年に同社の西川津店（現在の松江・学園通り店）開店を記念して同店の屋上に設置。2020年には本社に移設された。交通量が多く通学で通る児童も多いことから、交通安全の願いを込めて「フジキの交通安全女神」と名付けられている。また、本来の自由の女神像が右手に掲げているたいまつは、アイスクリームに置き換えている。

### 過去

#### 北海道
北海道函館市元町の二十間坂にある水産業者・マルキタ北村水産元町店が、2010年6月6日に店頭に設置した像。高さ6.3メートルで、材質はFRP製。
元町店の一帯は、周囲に函館山ロープウェイ、函館ハリストス正教会、カトリック元町教会などの観光名所があり、函館市都市景観条例によって都市景観形成地域に指定されている風光明媚な地区である。そのため、景観と自由の女神像が調和していないとして、住民が撤去を要求したほか、市に地元町会などから6件の撤去や是正を求める要望書が提出された。 
函館市が撤去を指導し、2010年8月19日に一旦撤去されたが、2011年2月28日に再び設置された。マルキタ北村水産側は、再設置について「理由やいつまで置くかは話せない」とし、コメントを拒否した
。2016年6月20日、撤去した。

#### 東北地方

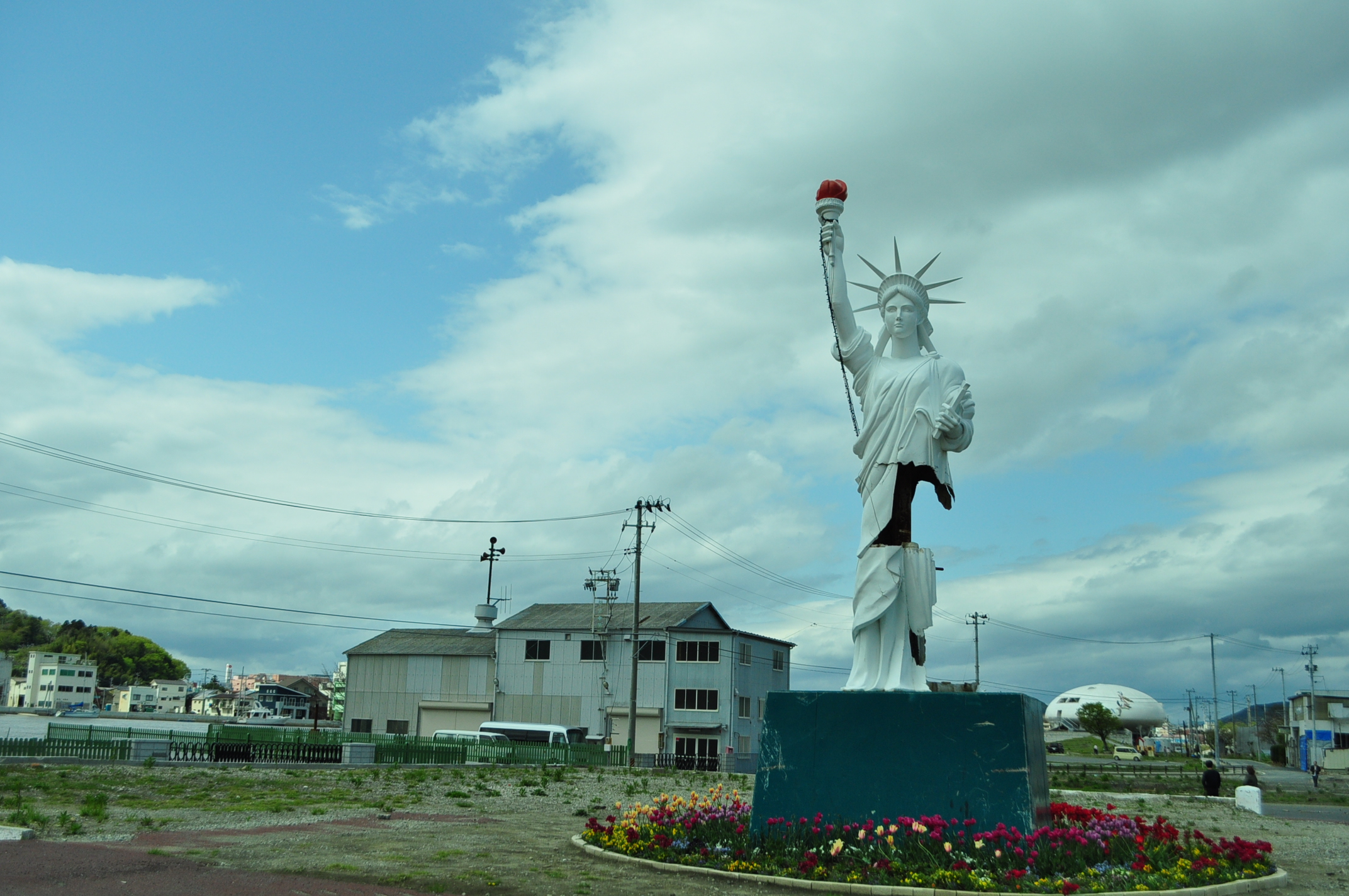
中瀬マリンパークの自由の女神像

宮城県石巻市中瀬の中瀬マリンパークにあった。高さは約10メートル。
2011年3月に起きた東北地方太平洋沖地震（東日本大震災）により、片足部分が欠損。津波で倒壊することなくそのまま残ったが、2014年に撤去されている。

#### 関東地方
千葉県習志野市の東日本旅客鉄道（JR東日本）総武本線津田沼駅近くにある津田沼パルコの屋上には、1977年7月1日の開業時に自由の女神像が設置された。撤去時期は不明であるが、津田沼パルコが営業終了する2023年2月28日の1年前である2022年2月28日から、当時の自由の女神像を再現したレゴブロックが店内に展示されている。